# پیتر پکاریک
پیتر پکاریک (انگلیسی: Peter Pekarík؛ زادهٔ ۳۰ اکتبر ۱۹۸۶) یک بازیکن فوتبال اهل اسلواکی است.
وی همچنین در تیم ملی فوتبال اسلواکی بازی کرده‌است.